# Nekrolog 1233
Nekrolog
◄◄
| ◄
| 1229
| 1230
| 1231
| 1232
| 1233 | 1234 | 1235 | 1236 | 1237 | ► | ►►
Weitere Ereignisse | Allgemeiner Nekrolog 1233
Die Beschreibung der verstorbenen Person sollte so kurz wie möglich gehalten sein und nur deren signifikante Tätigkeit(en) enthalten.
Neue Namen ggf. auch unter dem Geburts- und Sterbedatum, also etwa unter 1. Januar und im Geburts- und Sterbejahr (2024) eintragen (nur bei entsprechender großer Wichtigkeit). Für Beispiele siehe die schon vorhandenen Artikel.
Außerdem über die fünf zuletzt Verstorbenen, zu denen es einen ausreichend guten Artikel für eine Präsentation auf der Hauptseite gibt, nach der todesbedingten Überarbeitung der Artikel ggf. auch unter Wikipedia Diskussion:Hauptseite informieren und sie am besten auch in den anderen Wikipedia-Sprachversionen eintragen. Tipp: Regelmäßig bei news.google.de nach „ist tot“, „gestorben“ oder „verstorben“ suchen.
Wenn eine Person gestorben ist, gibt es viele Seiten zu dieser Person in der Wikipedia, die davon auch betroffen sind und entsprechend aktualisiert werden müssen. Beispiele: Namenübersichtsseite, Geburtsjahr, Geburtsort-Seiten und viele mehr.
Wie finde ich die betroffenen Seiten?
Im Suchfeld auf der linken Seite gibt man den Suchbegriff so ein: „Vorname Nachname“. Dann klickt man auf Volltext und alle Seiten mit entsprechendem Suchtext werden aufgerufen. Hier sieht man dann schnell, wo auch das Todesjahr Sinn macht oder sogar ein Teil des Artikels angepasst werden muss. Auch hilft das „Werkzeug“ auf der linken Seite sehr gut, um solche Seiten aufzufinden: „Links auf diese Seite“. Somit ist die Wikipedia wieder aktuell in allen Bereichen! Hinweis: bei Eintragung der Kategorie „Gestorben JAHR“ wird der Missbrauchsfilter 49 ausgelöst, was jedoch nicht schlimm ist. Siehe: Spezial:Missbrauchsfilter/49
Dies ist eine Liste von im Jahr 1233 verstorbenen bekannten Persönlichkeiten. Die Einträge erfolgen innerhalb der einzelnen Daten alphabetisch sortiert. Tiere sind im Nekrolog für Tiere zu finden.

## Januar
| Tag        | Name             | Beruf, bekannt als                                            | Alter | Beleg |
| ---------- | ---------------- | ------------------------------------------------------------- | ----- | ----- |
| 24. Januar | Urson de Nemours | Kammerherr und Berater der Könige Ludwig VIII. und Ludwig IX. |       |       |

## Februar
| Tag         | Name                   | Beruf, bekannt als        | Alter | Beleg |
| ----------- | ---------------------- | ------------------------- | ----- | ----- |
| 11. Februar | Ermengarde de Beaumont | schottische Queen Consort |       |       |

## März
| Tag      | Name         | Beruf, bekannt als                                | Alter | Beleg |
| -------- | ------------ | ------------------------------------------------- | ----- | ----- |
| 28. März | Herold       | Abt des Benediktinerklosters in Münsterschwarzach |       |       |
| März     | Bohemund IV. | Fürst von Antiochia, Graf von Tripolis            |       |       |

## April
| Tag       | Name                 | Beruf, bekannt als | Alter | Beleg |
| --------- | -------------------- | ------------------ | ----- | ----- |
| 11. April | Reiner von Osnabrück | Einsiedler         |       |       |

## Mai
| Tag | Name  | Beruf, bekannt als                              | Alter | Beleg |
| --- | ----- | ----------------------------------------------- | ----- | ----- |
| Mai | Simon | Herr von Joinville und Seneschall von Champagne |       |       |

## Juli
| Tag      | Name                   | Beruf, bekannt als                                                          | Alter | Beleg |
| -------- | ---------------------- | --------------------------------------------------------------------------- | ----- | ----- |
| 26. Juli | Ferdinand              | Graf von Flandern und Hennegau                                              |       |       |
| 26. Juli | Wilbrand von Oldenburg | Bischof von Paderborn und Utrecht                                           |       |       |
| 29. Juli | Savary de Mauléon      | französischer Ritter und Baron, Burgherr von Mauléon, Seneschall des Poitou |       |       |
| 30. Juli | Konrad von Marburg     | Großinquisitor und Politiker                                                |       |       |

## August
| Tag        | Name                     | Beruf, bekannt als | Alter | Beleg |
| ---------- | ------------------------ | ------------------ | ----- | ----- |
| 25. August | Berthold von Helfenstein | Bischof von Chur   |       |       |

## November
| Tag          | Name                | Beruf, bekannt als                                       | Alter | Beleg |
| ------------ | ------------------- | -------------------------------------------------------- | ----- | ----- |
| 22. November | Helena von Dänemark | Erbin von Garding und durch Heirat Herzogin von Lüneburg |       |       |

## Datum unbekannt
| Tag                       | Name                          | Beruf, bekannt als                           | Alter | Beleg |
| ------------------------- | ----------------------------- | -------------------------------------------- | ----- | ----- |
|                           | Al-Āmidī                      | islamischer Rechtsgelehrter und Theologe     |       |       |
| Zwischen Januar und April | Alix von Montferrat           | Königin von Zypern                           |       |       |
|                           | Christian II.                 | Graf von Oldenburg                           |       |       |
|                           | Guy I. de Lévis               | Herr von Mirepoix                            |       |       |
|                           | Ibn al-Athīr                  | muslimischer Historiker des Hochmittelalters |       |       |
|                           | Jolante von Courtenay         | Königin von Ungarn                           |       |       |
|                           | Konoe Motomichi               | japanischer Regent                           |       |       |
|                           | Konrad II.                    | Bischof von Cammin                           |       |       |
|                           | Konrad II. von Tegerfelden    | Bischof von Konstanz                         |       |       |
|                           | Thomas I.                     | Graf von Savoyen                             |       |       |
|                           | Wartislaw                     | pommerscher Adliger                          |       |       |
|                           | William Comyn, Earl of Buchan | schottischer Adeliger, Earl of Buchan        |       |       |
|                           | Yasang Chökyi Mönlam          | tibetischer Buddhist der Yasang-Kagyü-Schule |       |       |